# Microchilo
Microchilo és un gènere d'arnes de la família Crambidae.

## Taxonomia
- Microchilo acroperalis (Hampson, 1908)
- Microchilo elgrecoi Bleszynski, 1966
- Microchilo eromenalis (Hampson, 1919)
- Microchilo fulvizonella (Hampson, 1896)
- Microchilo fulvosignalis (Snellen, 1880)
- Microchilo gelastis (Meyrick, 1887)
- Microchilo griseofuscalis (Rothschild, 1915)
- Microchilo inexpectellus Bleszynski, 1965
- Microchilo inouei Okano, 1962
- Microchilo javaiensis Bleszynski, 1966
- Microchilo kawabei Inoue, 1989
- Microchilo murilloi Bleszynski, 1966
- Microchilo nugalis (Snellen, 1880)
- Microchilo snelleni Bleszynski, 1966
- Microchilo syndyas Meyrick, 1938